# لیگ برتر فوتبال زنان ایران ۸۹–۱۳۸۸
لیگ برتر فوتبال بانوان ایران ۸۹–۱۳۸۸ دومین دوره رقابتهای لیگ برتر فوتبال زنان ایران و بالاترین سطح مسابقات باشگاهی فوتبال زنان در ایران می‌باشد که در ۱۵ دی ۱۳۸۷ قرعه‌کشی شد و با حضور ۱۶ تیم در دو گروه و در ۴ مرحله به صورت رفت و برگشت از ۳ خرداد ۱۳۸۸ تا ۱۵ آذر ۱۳۸۸ برگزار شد. این مسابقات با قهرمانی تیم ملوان بندرانزلی به پایان رسید. این مسابقات در ابتدا قرار بود که در نیمه دوم سال ۱۳۸۷، به صورت نیمه متمرکز و با شرکت ۱۸ تیم آغاز شود که به دلیل کمبود زمین و برگزاری مسابقات لیگ برتر فوتسال بانوان به تعویق افتاد.
در این رقابت‌ها درمجموع ۱۸۰ بازی در مرحله رفت و برگشت برگزار شد که در نهایت تیم‌های ملوان بندرانزلی، عقاب مازندران، شهرداری بم و فدک نوین شیراز (بازرگانی فدک) به ترتیب عنوان‌های اول تا چهارم را کسب کردند. تیم‌های سقوط کننده به لیگ دسته یک پاس همدان از گروه A و صنایع طلایی سمنان از گروه B هستند. درمجموع ۱۸۰ بازی انجام شده ۴۰۸ گل از خط دروازه‌ها عبور کرد و در مجموع ۱۴۷ کارت زرد از سوی داوران به بازیکنان خاطی داده شد. بر همین اساس خانم گل این دوره از مسابقات سارا قمی با ۲۵ گل زده از تیم ملوان بندرانزلی بود. بهترین خط حمله متعلق به تیم ملوان بندرانزلی ۵۱ گل زده، بهترین خط دفاع متعلق به تیم ملوان بندرانزلی با ۱۲ گل خورده‌است.
مسابقات مرحله گروهی در شهرهای شیراز، ساوه، بندرعباس و سنندج برگزار شد.

## گروه یک
در گروه یک این مسابقات تیمهای تربیت کردستان، ملوان بندرانزلی، فراورده‌های بتنی قدرتی نوشهر، عقاب مازندران، پالایش گاز ایلام، آذرخش هرمزگان، اوج نصر فارس، پاس همدان و شن سای ساوه حضور داشتند. از این گروه تیمهای عقاب مازندران و ملوان بندرانزلی به مرحله پایانی صعود کردند.

## گروه دو
در گروه دو این مسابقات تیمهای فدک نوین فارس، استقلال جنوب دزفول، شهرداری اسلامشهر، شهرداری بم، پرسپولیس کرمانشاه، دلوارکشتی جنوب بوشهر، صنایع طلایی بیژن فارس حضور داشتند و دو تیم بال گستر مازندران و تجارتخانه جنوب هرمزگان نیز از حصور در مسابقات انصراف دادند. از گروه دو تیمهای شهرداری بم و فدک نوین شیراز به مرحله پایانی صعود کردند.

## مرحله پایانی
| رتبه | تیم             |
| ---- | --------------- |
| ۱    | ملوان بندرانزلی |
| ۲    | عقاب مازندران   |
| ۳    | شهرداری بم      |
| ۴    | فدک نوین شیراز  |

## قهرمان
| قهرمان لیگ برتر کوثر ۸۹–۱۳۸۸ |
| ---------------------------- |
| ملوان بندر انزلی             |
| نخستین عنوان                 |